# تفجيرات زاهدان 2009
تفجيرات زاهدان 2009 هو انفجار وقع يوم 28 مايو 2009 أثناء صلاة المغرب في مسجد أمير المؤمنين علي بن أبي طالب بمدينة زاهدان وأسفر عن مقتل 20 شخصًا وإصابة 50 آخرين. ولم تعلن أي جهة على الفور مسؤوليتها. وذكر محافظ سيستان وبلوشستان أنه «تم القبض على مجموعة من الإرهابيين بينما كانوا يحاولون الفرار من المحافظة».

## الخلفية
مدينة زاهدان هي عاصمة محافظة سيستان وبلوشستان وتشترك في الحدود مع باكستان، وكانت مسرحًا لاشتباكات متكررة بين الشرطة الإيرانية وتجار المخدرات والإرهابيين والمسلحين مثل جماعة جند الله. وفي عام 2007، كان هناك تفجير آخر أسفر عن مقتل أحد عشر شخصًا.

## الدافع
هذا الانفجار ربما نفذته مجموعة تسعى لشن حرب بين المسلمين الشيعة والسنة. بعد يوم واحد من الهجوم، أخبر عبد الرؤوف ريغي، الذي وصف بأنه متحدث باسم جماعة جند الله، قناة العربية الفضائية السعودية أن انتحاري قد قام باستهداف اجتماع سري بين قادة حرس الثورة الإسلامية في إيران داخل مسجد أمير المؤمنين.
في 30 مايو 2009، أُعدم ثلاثة رجال تمت إدانتهم بتهريب مواد تفجير ومتفجرات من باكستان إلى إيران شنقًا وعلانية بالقرب من المسجد. كان الرجال الثلاثة رهن الاحتجاز بالفعل عندما وقع الانفجار، وكانوا قد حوكموا عن سلسلة من التفجيرات التي ادعتها جماعة جند الله في الماضي. وقال متحدث باسم السلطة القضائية لمحافظة سيستان وبلوشستان أن الأشخاص الثلاثة «اعترفوا بأنهم جلبوا متفجرات بصورة غير شرعية إلى إيران وأعطوها إلى الشخص الرئيسي وراء التفجير».

## الهجوم
نقلت وكالة أنباء فارس عن شهود قائلين إن الحادث كان هجومًا انتحاريًا. وكان يشتبه في أن القنبلة قد وضعت في حقيبة بمصلى الرجال في المسجد. ويقدر أنه قد تم تفعيلها في وقت صلاة المغرب، عندما كان المسجد مزدحمًا بالمصلين في يوم عطلة عامة. يعتبر مسجد الأمير المؤمنين هو أحد مساجد الشيعة الهامة في مدينة زاهدان.

## إسناد
صرح آية الله سيد أحمد خاتمي أنه يعتقد أن الولايات المتحدة وإسرائيل لهما صلة بهذا الهجوم. واتهم على وجه التحديد الولايات المتحدة بدعم المتمردين السنيين على الحدود مع باكستان، الذين على صلة أيضًا بتنظيم القاعدة. وقال أيضًا إنه "على الرغم من أن أولئك الذين زرعوا القنبلة هم الوهابيون والسلفيون الحاقدون غير المؤمنين، إلا أن العقول المدبرة الحقيقية هم آخرون. فأولئك الذين خططوا للجريمة أرادوا تقويض خطوة المرشد الأعلى للمساعدة في بناء أواصر أوثق بين الشيعة والسنة خلال زيارته الأخيرة لكردستان.
ومن الواضح أن إخواننا الشيعة والسنيين على يقظة إزاء مخططات الأعداء الذين يرغبون في خلق الشقاق بينهم". بعد أن تم القبض على ثلاثة ممن نفذوا الهجوم، أعلن سيد أنه "وفقًا للمعلومات التي تم الحصول عليها، فإنهم تم التعاقد معهم من قبل أمريكا وعملاء الهيمنة". اتهم أيضًا وزير الداخلية، صادق محصولي، إسرائيل والولايات المتحدة بدعمهما للإرهابيين. واتهم جلال صياح، نائب محافظ سيستان وبلوشستان، الولايات المتحدة برعاية الإرهاب وتوظيف المرتزقة لتنفيذ هجمات على إيران.
ذكر رئيس البرلمان الإيراني، علي لاريجاني، بعد ثلاثة أيام من الكشف عن الهجوم الإرهابي، أن إيران لديها تقارير استخباراتية بشأن علاقات الولايات المتحدة بجماعات إرهابية معينة تعمل ضد إيران، واتهم الولايات المتحدة بقيادتها. وقد ورط الولايات المتحدة باتهامه لها بمحاولة بدء حرب أهلية بين فصائل الشيعة والسنة في المجتمع الإيراني. وفيما يتعلق بالتحقيق في العمل الإرهابي، أضاف أن إيران تريد من باكستان أن تتعاون معها تعاونًا تامًا وألا تصبح مجرد جزء من المخططات ضد إيران.
نفت الولايات المتحدة هذا الاتهام، وردت قائلة «إننا لا نرعى أي شكل من أشكال الإرهاب في أي مكان في العالم. ولم ولن ندعمه أبدًا».

## رد فعل
- الولايات المتحدة - قال روبرت غيبس، المتحدث باسم البيت الأبيض، «إن الولايات المتحدة تدين بشدة الهجمات الإرهابية الأخيرة داخل إيران، ويرسل الشعب الأمريكي أعمق تعازيه للضحايا وأسرهم. فلا يوجد سبب يبرر الإرهاب، والولايات المتحدة تدينه في أي شكل، وفي أي دولة، وضد أي شخص». وصرح إيان كيلي، المتحدث باسم وزارة الخارجية الأمريكية، بقوله «نحن ندين هذا الهجوم بأقوى العبارات الممكنة، ونقدم تعازينا لأسر المصابين والقتلى، ونلاحظ بقلق اتجاهًا حديثًا بالتفجيرات التي تستهدف المساجد الشيعية في العراق وباكستان وكذلك في إيران، وندين بشدة أي نوع من العنف الطائفي».[12]

## علاقة جند الله بالقاعدة والاستخبارات العسكرية للولايات المتحدة
وفقا لمصادر عديدة، فإن جماعة جند الله لها صلة بتنظيم القاعدة. وتنتقد إيران حكومتي الولايات المتحدة والمملكة المتحدة لدعم جماعة جند الله. وأفادت أيضًا عدة مصادر مثل قناة إيه بي سي نيوز، وصحيفة دايلي تيليغراف، والصحفي سيمور هيرش أن جماعة جند الله تلقت دعمًا من الولايات المتحدة ضد إيران.